# Stoy
Stoy é uma vila localizada no estado americano de Illinois, no Condado de Crawford.

## Demografia
Segundo o censo americano de 2000, a sua população era de 119 habitantes.
Em 2006, foi estimada uma população de 117, um decréscimo de 2 (-1.7%).

## Geografia
De acordo com o United States Census Bureau tem uma área de
2,3 km², dos quais 2,3 km² cobertos por terra e 0,0 km² cobertos por água. Stoy localiza-se a aproximadamente 154 m acima do nível do mar.

## Localidades na vizinhança
O diagrama seguinte representa as localidades num raio de 20 km ao redor de Stoy.